# Yamanouchi
Yamanouchi (山ノ内町, Yamanouchi-machi) est un bourg situé dans le district de Shimotakai de la préfecture de Nagano, au Japon.

## Géographie
Situé dans les Alpes japonaises, Yamanouchi inclut l'un des plus grandes stations de ski du pays, Shiga Kogen, où une partie des épreuves des Jeux olympiques d'hiver de 1998 se sont déroulées. Le bourg se situe au sein du parc national de Jōshin'etsukōgen et héberge le parc aux singes de Jigokudani, un onsen abritant des macaques japonais.

### Démographie
En 2013, Yamanouchi comptait 12 888 habitants.

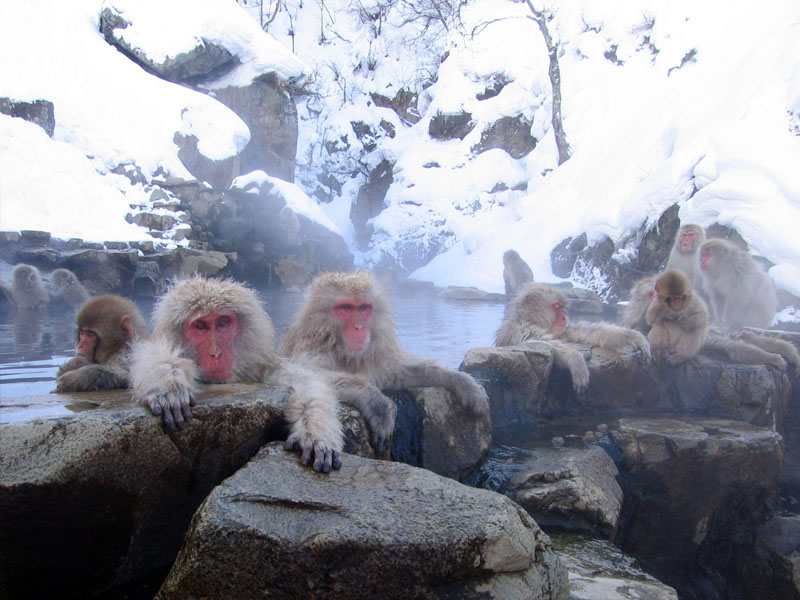
Les macaques japonais.
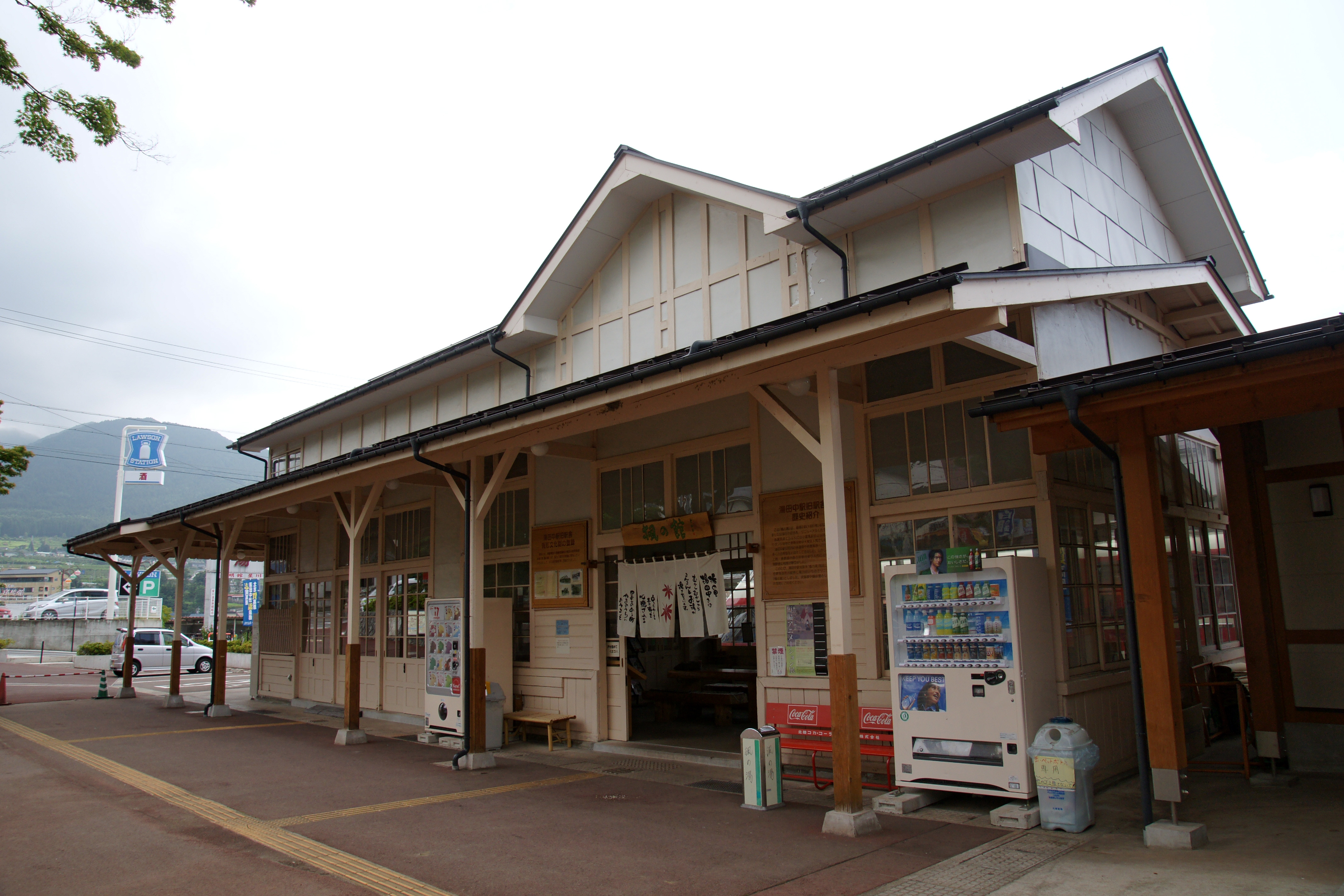
L'ancienne gare de Yudanaka.
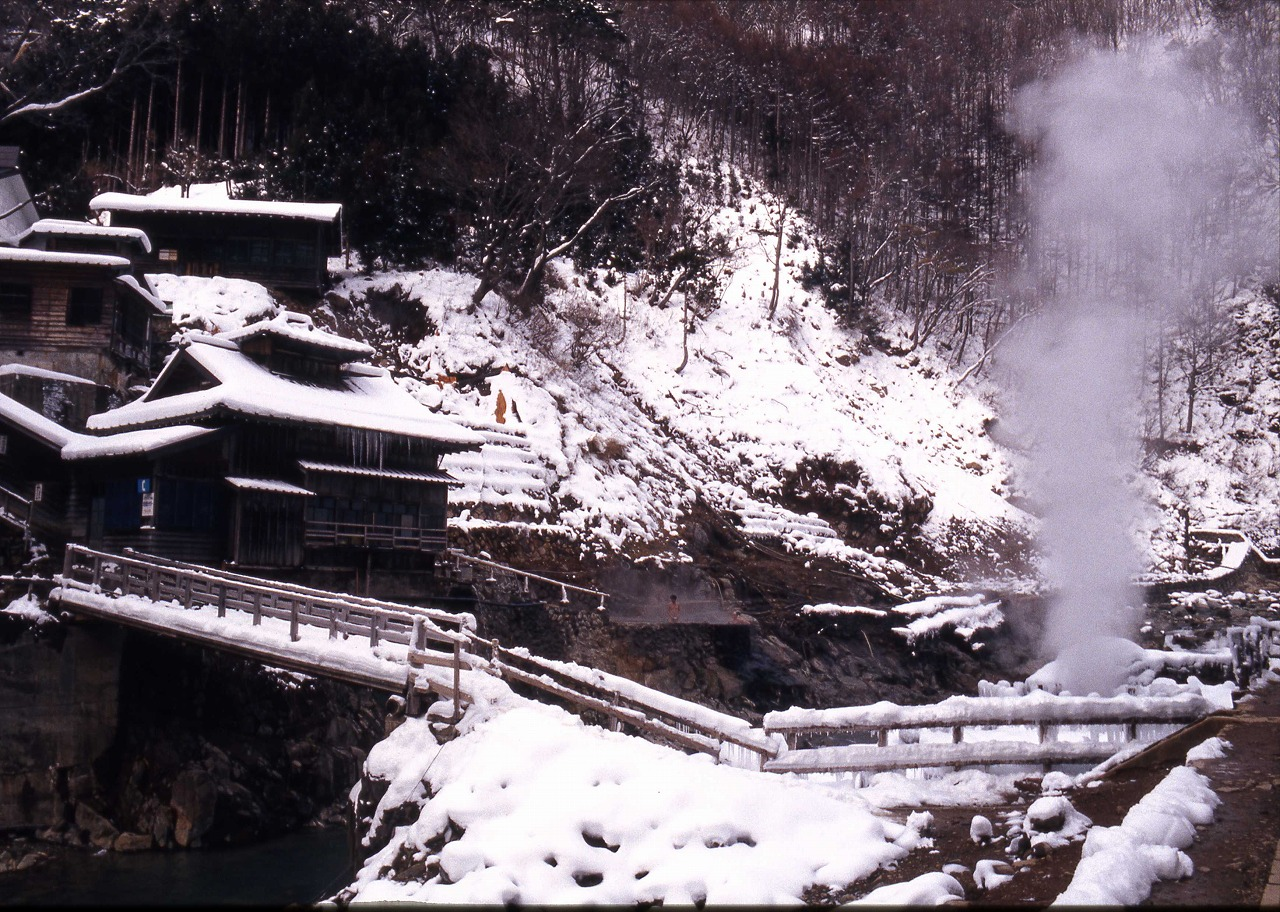
Korakukukan.
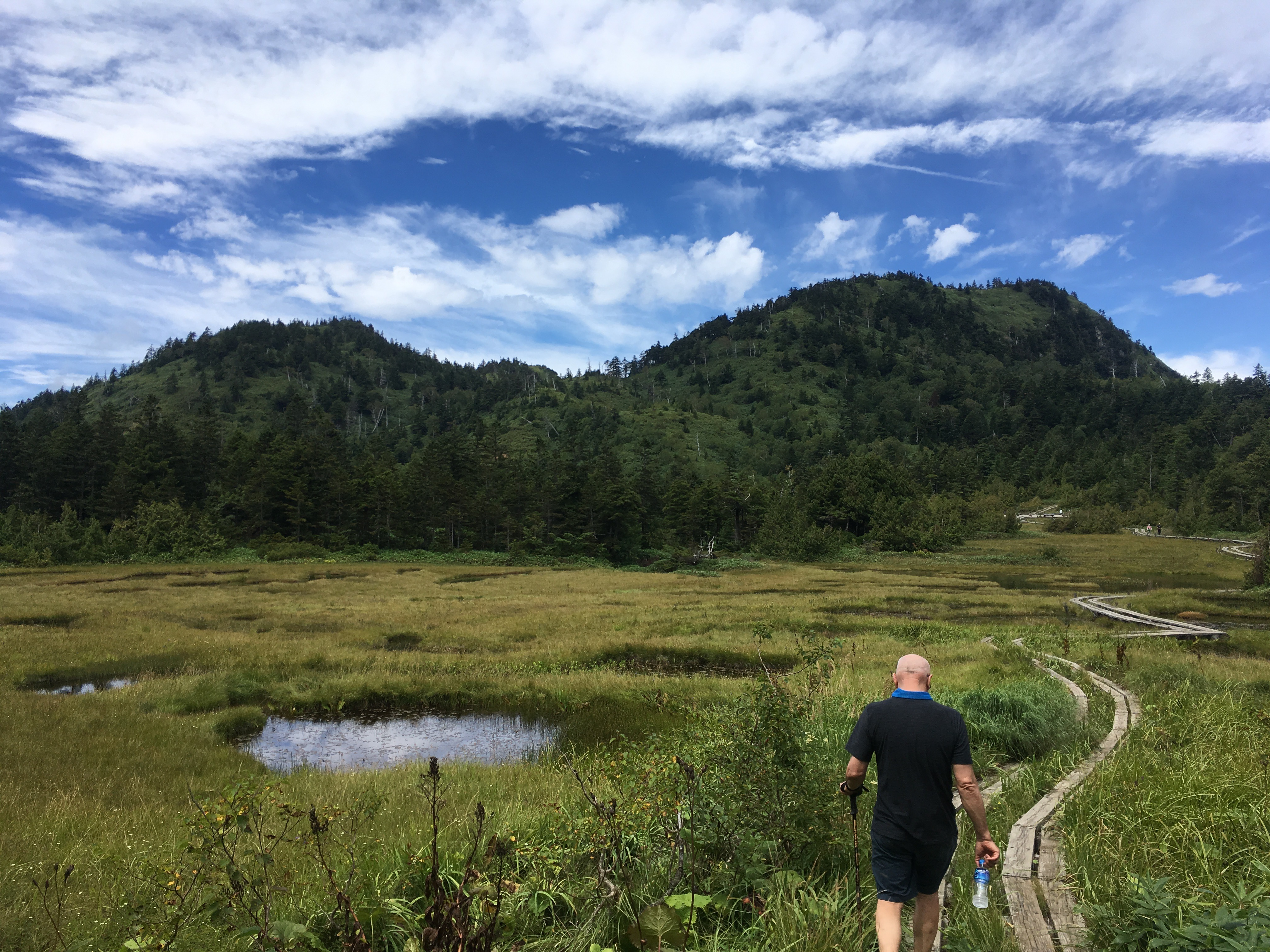
Shijuhachiike.
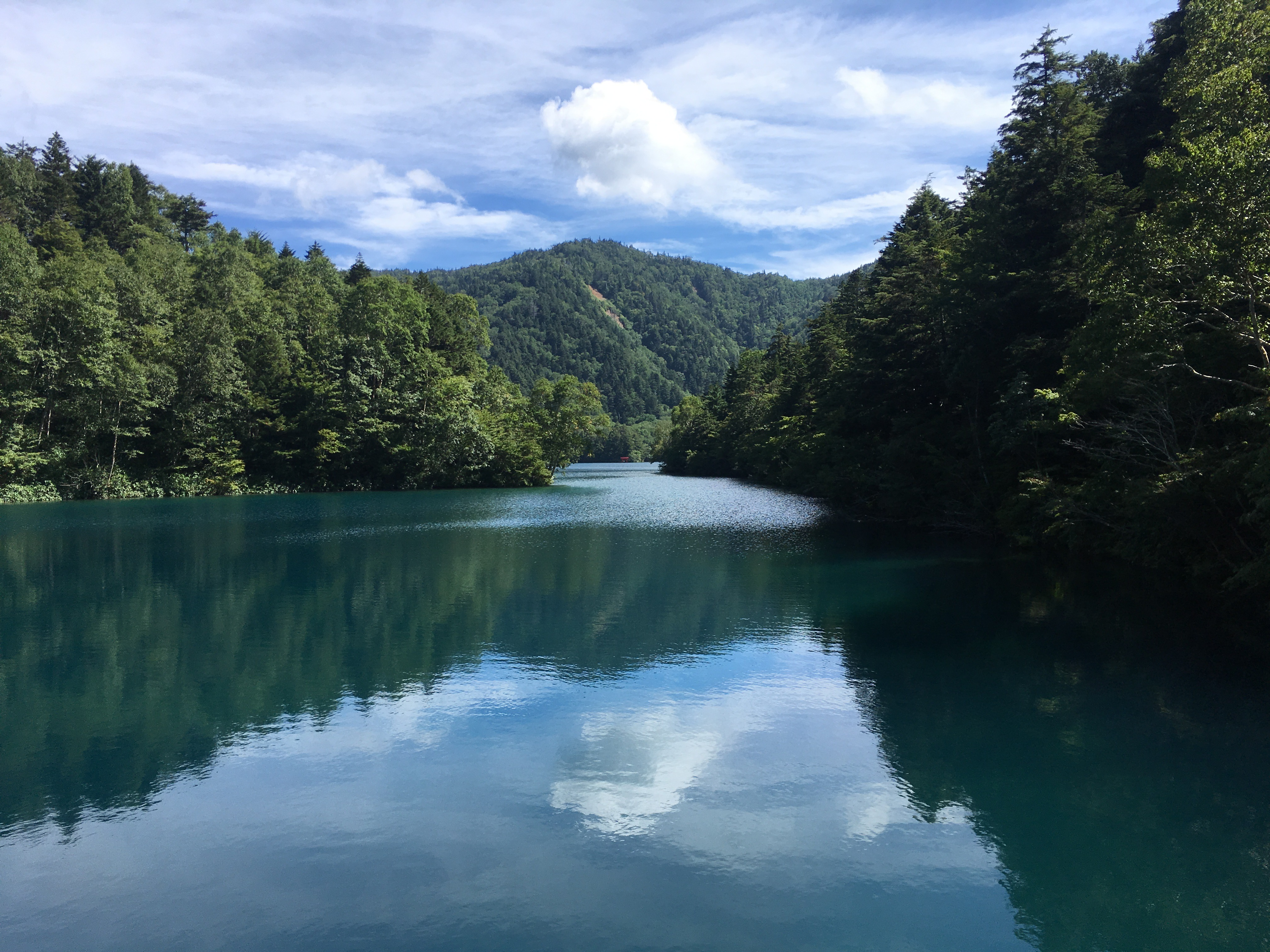
Onumaike.